# Шитлер, Ян
Ян Ши́тлер (пол. Jan Szyttler; 1763, Варшава — 1850) — повар, автор первых систематических книг по кулинарии на землях бывшего Великого княжества Литовского.
Родился в Варшаве в семье повара, начал карьеру в 14-летнем возрасте как поварёнок при дворе Огинских в Седльце. Позже служил поваром при дворе Станислава Августа Понятовского (под руководством кухмистра Трэма), при различных частных кухнях.
В 1820 осел в Вильне, до конца жизни занимался только написанием и публикацией книг по хозяйству, в том числе кулинарных, которые пользовались большой популярностью в Литве и Белоруссии. Ревниво защищал авторское право.
Книги Шитлера оказали значительное влияние на формирование шляхетских и мещанских вкусов предреформенной эпохи. У некоторых интеллектуалов эпохи его книги вызвали ироническое отношение из-за их аполитичности и сухости. Предложенные Шитлером рецепты в основном почерпнуты из интернациональной («французской») кухни, а также из старопольской, оригинальные белорусские и литовские рецепты почти отсутствуют. Шитлер повлиял на следующие поколения местных авторов-кулинаров, в частности, на Анну Цюндявицкую и Винценцину Завадскую.

## Издания
- Доброчинный повар : Том I. / Сост. Ян Шитлер. — Вильно: Красильно-тип. дом на ул. 20-ти миссионеров, 1830. — [4], 180, [10] с. [Kucharz Dobrze Usposobiony. Tom I. / Ułożony przez Jana Szyttlera. – Wilno: Druk. Dyecezalney u XX. Missyonarzów, 1830. – [4], 180, [10] s.]
- Доброчинный повар : Том II. / Сост. Ян Шитлер. — Вильно: Красильно-тип. дом на ул. 20-ти миссионеров, 1830. [Kucharz Dobrze Usposobiony. Tom II. / Ułożony przez Jana Szyttlera. – Wilno: Druk. Dyecezalney u XX. Missyonarzów, 1830.]

- Идеальный повар : Том I. / Сост. Ян Шитлер. — Перемышль: Тип. Бискупа, 1834. — [6], 180, [10] с. [Kucharz doskonały : Tom I. / Ułożony przez J[ana] S[zyttlera] wspólnie z S. Z. – Przemyśl: Druk. Biskupia, 1834. – [6], 180, [10] s.]
- Идеальный повар : Том II. / Сост. Ян Шитлер. — Перемышль: Тип. Бискупа, 1834. — [4], 98, [6] с. [Kucharz doskonały : Tom II. / Ułożony przez J[ana] S[zyttlera] wspólnie z S. Z. – Przemyśl: Druk. Biskupia, 1834. – [4], 98, [6] s.]

- Экономный кулинар или Рецепты для сельской домохозяйки / Сост. Ян Шитлер. — Вильно: Красильно-тип. дом на ул. 20-ти миссионеров, 1835. — 184, [8] с. [Kucharka oszczędna czyli Przepisy dla gospodyń wieyskich – Wilno: Druk. Dyecezalney u XX. Missyonarzów, 1835 – 184, [8] s.]

- Новый повар или Кухня для ослабевших, пожилых и выздоравливающих: в порции на одного человека. / Сост. Ян Шитлер. — Вильно: Красильно-тип. дом на ул. 20-ти миссионеров, 1837. — [8], 222, [12] с. [Kuchmistrz nowy czyli Kuchnia udzielna dla osób osłabionych, w wieku podeszłym, tudzież do zdrowia powracających : w proporcyi na jedną osobę. / Przez Jana Szyttlera. – Wilno: Druk. Dyecezalney u XX. Missyonarzów, 1837. – [8], 222, [12] s.]

- Изысканный, недорогой повар, с советами которого можно без труда приготовить самые вкусные блюда. / Сост. Ян Шитлер. — Вильно: Красильно-тип. дом на ул. 20-ти миссионеров, 1839. — [2], VI, 222, [12] с. [Wyśmienity, niekosztowny kuchmistrz, za którego poradą łatwo sporządzać można najsmakowitsze potrawy. – Wilno: Druk. Dyecezalney u XX. Missyonarzów, 1839. – [2], VI, 222, [12] s.]

- Руководство для охотников. Или о различных способах убийства или ловли животных, с полезным вниманием к обращению с оружием, содержанию лошадей, устройству собак и соколов для охоты, сбору и сохранению трюфелей, устройству манков, и т.п. / Полезная работа для охотников и любителей охоты : Тома I и II [в 2-х томах] / Сост. Ян Шитлер. — Вильно: Тип. Б. Ноймана, 1839. — [10], 227, [8, илл.] с. [Poradnik dla myśliwych. Czyli o rozmaitych sposobach zabijania lub łowienia zwierząt, z przydanemi uwagami nad obchodzeniem się z bronią, utrzymywaniem koni, układaniem psów i sokołów do polowania, zbieraniem i konserwowaniem trufli, urządzaniem wabiów, i t.d. ; Dzieło dla łowczych i miłośników polowania wielce użyteczne ; Napisane przez Jana Szyttlera, z portretem autora i figurami ; Tom I i II [w 2 tomach]. – Wilno: Druk. B. Neumana, 1839. – [10], 227, [8, ill.] s.]

- Достаточно и тщательно устроенная кладовая для удобного использования городскими и сельскими прилежными домохозяйками или Сбор и способы ухода и консервирования разнообразного хлеба, лепёшек, молочных продуктов [... словом, того, что принято [...] для домашнего стола.] / Сост. Ян Шитлер. — Вильно: Тип. Р. Рафаловича, 1841. — [6], 138, [9] с. [Spiżarnia dostatecznie i przezornie urządzona dla dogodnego użytku mieyskich i wieyskich skrzętnych gospodyń czyli Zbiór i sposoby utrzymania oraz zachowania rozmaitego chleba, ciast, nabiału [...] słowem co na stół domowy [...] używać się zwykło. / Przez Jana Szyttlera. – Wilno: R. Rafałowicz, 1841. – [6], 138, [9] s.]

- О домашних и ручных птицах. Путеводитель для домохозяек, или Знакомство с домашними и ручными птицами... / Сост. Ян Шитлер. — Вильно: Тип. М. Жимелойча, 1844. — 100 с. [O ptastwie domowem i oswojonem. Poradnik dla gospodyń czyli o nauka o ptastwie domowem i oswojonem… / Ułożony przez Jana Szyttlera. – Wilno: Druk. M. Zymeloicza Typografa, 1844. – 100 s.]

- Путеводитель для домохозяек, или Наука о домашних и ручных птицах: содержащая интереснейшие тайны... / Сост. Ян Шитлер. — Вильно: Тип. Р. Рафаловича, 1844. — 99, [1] с. [Poradnik dla gospodyń czyli Nauka o ptastwie domowém i oswojoném : zawierająca w sobie najciekawsze sekreta… / Przez Jana Szyttlera. – Wilno: R. Rafałowicz, 1844. – 99, [1] s.]

- Охотничья кухня или Охота. Чтобы утолить голод, побаловать и отведать самое нежное; с добавлением советов и рецептов по приготовлению забитой четвероногой дичи или птиц, а также по приготовлению еды на скорую руку из отобранных различных мелких частиц. / Сост. Ян Шитлер. — Вильно: Тип. А. Марцинковского, 1845. — [10], IV, 142, [6] с. [Kuchnia myśliwska czyli Na łowach: dla uśmierzenia głodu, dogadzając oraz najdelikatniejszemu smakowi; z dodaniem rad i przepisów, do urządzenia ubitej zwierzyny czworonożnej lub ptastwa, tudzież przygotowania naprędce posiłku, z wybranych rozmaitych drobnych cząstek zwierzyny, przez Jana Szyttlera. – Wilno: Drukarnia A. Marcinkowskiego, 1845. – [10], IV, 142, [6] s.]

- Прилежная хозяйка, то есть второй том „Кулинары экономные“. Содержащий множество рецептов, никогда не анонсированных в печати, легумин, который можно приготовить быстро и без затрат, и мясо домашнего скота, птиц и зверей, с добавлением вкусных и легких омлетов, пирожков, вареников и т.д., которые можно легко использовать в случае внезапной необходимости удовлетворить аппетит путешественника или посетителя. / Сост. Ян Шитлер. — Вильно: Тип. М. Жимелойча, 1846. — 202, [8] с. [Skrzętna gospodyni czyli tom drugi „Kucharki oszczędnej“. Zawierający niemało przepisów nigdy jeszcze drukiem nieogłaszanych, Legumin na prędce i bez kosztu dających się sporządzić, oraz mięsiw z bydląt domowych, ptastwa i zwierzyny, z dodaniem smakowitych i łatwych Omletów, Pierożków, Wareników i t. d. które w nagłej potrzebie zaspokojenia apetytu podróżnego lub gościa z łatwością mogą być użyte. / Przez Jana Szyttlera. – Wilno: Druk. M. Zymeloicza Typografa, 1846. – 202, [8] s.]

- Постная кухня, показывающая наиболее экономичные способы приготовления рыбных блюд, а также супов, хлодников, выпечки, маринадов, овощей и т.д. / Сост. Ян Шитлер. — Вильно: Тип. Р. Рафаловича, 1848. — XIV, 258 с. [Kuchnia postna, podająca najoszczędniejsze sposoby sporządzania potraw rybnych oraz zup, chłodników, pieczystego, marynat, jarzyn i t.d. – Wilno: Druk. R. Rafałowicza, 1848. – XIV, 258 s.]